# Otto Bradfish
Otto Bradfisch né le 10 mai 1903 à Deux-Ponts mort le 22 juin 1994 à Seeshaupt est un économiste, juriste allemand et officier SS-Obersturmbannführer (Lieutenant Colonel). Il commanda l'Einsatzkommando 8 de l'Einsatzgruppe B pendant la seconde guerre mondiale.

## Biographie
Il fait des études d'économie à l'université de Fribourg, Leipzig, à l'université de Heidelberg et l'université d'Innsbruck. Il étudie ensuite le droit à l'université d'Erlangen et l'université de Munich. Il officie comme assesseur dans le gouvernement de Haute-Bavière puis il est muté au ministère de l'Intérieur de l'État de Bavière.
En janvier 1931 il adhère au NSDAP et milite comme chef de bureau local du parti à Munich. En 1936 il rejoint le Nationalsozialistisches Kraftfahrkorps puis intègre en septembre 1938 la SS. Sur le conseil d'un ami il s'engage dans la Gestapo en mars 1937. En novembre il est nommé chef de la Gestapo de Neustadt an der Weinstraße.
En juin 1941 il reçoit le commandement de l'Einsatzkommando 8 rattaché au Groupe armée centre. Dès la mi-juillet l'Einsatzkommando 8 tue des femmes et des enfants. Le 15 août Heinrich Himmler vient à Minsk pour rencontrer le HSSPF Russie-centre Erich von dem Bach-Zelewski, le chef de l'Einsatzgruppe B Arthur Nebe et Bradfisch. Le lendemain Himmler assiste à une exécution d'une centaine de Juifs qui se déroule dans une forêt où deux fosses ont été creusées. Bradfisch aurait demandé à Himmler à qui revenait la responsabilité de ces exécutions. Himmler répondit que ces ordres émanaient d'Hitler, en tant que Führer suprême du gouvernement allemand et qu'ils avaient force de lois. L'Einsatzkommando 8 a assassiné sous son commandement 15 000 Juifs.
Il quitte l'Ukraine et dirige en janvier 1942 la Gestapo à Lodz (Litzmannstadt). Chargé de la liquidation du ghetto de Lodz il organise la déportation des 70 000 Juifs vers le camp d'extermination de Chelmno. En aout 1943 il est nommé Kommissarische Oberbürgermeister (maire à titre temporaire) de Lodz et à partir d'août 1944 coordonne la gestapo, la police criminelle et le SD de Lodz en qualité de Kommandeur der sicherheitspolizei und des SD (KdS) . En décembre 1944 avec l'avancée de l'Armée rouge il quitte la Pologne et est nommé en janvier 1945 KdS de Potsdam.
À la fin de la guerre il se fait passer pour un sous-officier de la Wehrmacht Karl Evers. Il est détenu comme prisonnier de guerre par les alliés puis en août 1945 il est relâché. Jusqu'en 1953 il se cache sous sa fausse identité et travaille comme fermier, employé dans une mine puis comme agent d'assurances. Il reprend son vrai nom mais son passé le rattrape. Il est arrêté en avril 1958 et condamné par la Cour d'État de Munich en juillet 1961 à dix ans de travaux forcés pour complicité d'assassinat de 15 000 personnes en tant que chef d'einsaztgruppe en 1941. Il est condamné en 1963 à 13 ans de prison par la cour d'État de Hanovre pour ses activités à la Gestapo de Lodz. La seconde peine sera confondue avec la première. Il est libéré définitivement le 16 octobre 1965. Il meurt en 1994.